# Приходько, Евгений Николаевич
Евгений Николаевич Приходько (род. 14 февраля 1949) — советский и российский тренер и преподаватель. Заслуженный тренер РСФСР.

## Биография
Родился 14 февраля 1949 года. В 1972 году окончил Хабаровский государственный институт физической культуры. С 1972 по 2022 год преподавал в нём на кафедре зимних видов спорта, с 1992 по 2008 год был заведующим кафедрой. Профессор. Опубликовал более 25 научных статей и 4 научных пособия.
В качестве тренера по лыжам подготовил более 40 мастеров спорта СССР и России, в том числе чемпиона мира и СССР Юрия Бурлакова. Также был тренером-консультантом Юлии Чепаловой и Сергея Новикова.
В 1987 году стал лауреатом смотра конкурса «Лучший тренер РСФСР».

## Награды и звания
- Заслуженный тренер РСФСР
- Медаль «За трудовое отличие»
- Медаль «За подготовку чемпиона СССР»
- Памятная медаль «80 лет минспорту»
- Почётный знак «Отличник физической культуры и спорта»
- Почётный знак «За заслуги в развитии физической культуры и спорта в РФ»
- Диплом Олимпийского комитета России «За подготовку высококвалифицированных спортсменов»
- Почётный работник высшего профессионального образования Российской Федерации